# Бріан Дабо
Бріан Дабо (фр. Bryan Dabo, нар. 18 лютого 1992, Марсель) — французький і буркінійський футболіст, півзахисник грецького «Аріса» і національної збірної Буркіна-Фасо.

## Клубна кар'єра
У дорослому футболі дебютував 2010 року виступами за команду «Монпельє», проте протягом наступних чотирьох років так і не зумів пробитися до основного складу команди. першу половинцу 2014 року провів в оренді в англійському друголіговому «Блекберн Роверз», в якому також не заграв. Повернувшись з оренди до «Монпельє», по ходу сезону 2014/15 став одним з основних гравців у середині поля команди.
Влітку 2016 року уклав контракт із «Сент-Етьєном», а за півтора роки перейшов до італійської «Фіорентини». Відіграв за флорентійський клуб два роки, протягом яких регулярно отримував ігровий час, утім основним гравцем не став. 
Протягом першої половини 2020 року захищав на умовах оренди кольори клубу СПАЛ. Не зумів допомогти команді зберегти місце в Серії A, і клуб не скористався опцією викупу його контракту.
Натомість у вересні 2020 року уклав дворічний контракт з «Беневенто», командою, що саме здобула право повернутися до італійської Серії A.
Утім вже за рік гравець перейшов до турецького «Чайкур Різеспор», а влітку 2022 став гравцем грецького «Аріса».

## Виступи за збірні
2008 року провів два матчі у складі юнацької збірної Франції (U-16), а 2013 року виходив на поле в одній грі  молодіжної збірної країни.
2018 року прийняв пропозицію захищати на рівні національних збірних кольори своєї історичної батьківщини, Буркіна-Фасо, і тоді ж дебютував за збірну цієї країни.
| Дата       | Місто         | Господарі    | Результат | Гості        | Турнір                                  | Голи | Примітки |
| ---------- | ------------- | ------------ | --------- | ------------ | --------------------------------------- | ---- | -------- |
| 22-3-2018  | Лімей-Бреванн | Буркіна-Фасо | 2 – 0     | Гвінея-Бісау | товариський матч                        | -    |          |
| 27-3-2018  | Франконвіль   | Косово       | 2 – 0     | Буркіна-Фасо | товариський матч                        | -    | 12' 46'  |
| 27-5-2018  | Бове          | Камерун      | 0 – 1     | Буркіна-Фасо | товариський матч                        | -    | 46'      |
| 8-9-2018   | Нуакшот       | Мавританія   | 2 – 0     | Буркіна-Фасо | Відбір до Кубка африканських націй 2019 | -    | 56'      |
| 13-10-2018 | Уагадугу      | Буркіна-Фасо | 3 – 0     | Ботсвана     | Відбір до Кубка африканських націй 2019 | -    | 80'      |
| 9-6-2019   | Марбелья      | ДР Конго     | 0 – 0     | Буркіна-Фасо | товариський матч                        | -    | 44' 63'  |
| 4-9-2019   | Марракеш      | Лівія        | 0 – 1     | Буркіна-Фасо | товариський матч                        | -    | 75'      |
| 6-9-2019   | Марракеш      | Марокко      | 1 – 1     | Буркіна-Фасо | товариський матч                        | -    | 78'      |
| 13-11-2019 | Уагадугу      | Буркіна-Фасо | 0 – 0     | Уганда       | Відбір до Кубка африканських націй 2021 | -    | 83'      |
| 9-10-2020  | Ель-Джадіда   | Буркіна-Фасо | 3 – 0     | ДР Конго     | товариський матч                        | 1    | 90+1'    |
| 12-10-2020 | Ель-Джадіда   | Буркіна-Фасо | 2 – 1     | Мадагаскар   | товариський матч                        | -    |          |
| 12-11-2020 | Уагадугу      | Буркіна-Фасо | 3 – 1     | Малаві       | Відбір до Кубка африканських націй 2021 | 1    | 90'      |
| 24-3-2021  | Кампала       | Уганда       | 0 – 0     | Буркіна-Фасо | Відбір до Кубка африканських націй 2021 | -    | 72'      |
| 2-9-2021   | Марракеш      | Нігер        | 0 – 2     | Буркіна-Фасо | Відбір до ЧС 2022                       | -    | 46'      |
| 7-9-2021   | Марракеш      | Буркіна-Фасо | 1 – 1     | Алжир        | Відбір до ЧС 2022                       | -    | 86'      |
| 8-10-2021  | Марракеш      | Джибуті      | 0 – 4     | Буркіна-Фасо | Відбір до ЧС 2022                       | -    | 23' 80'  |
| 11-10-2021 | Марракеш      | Буркіна-Фасо | 2 – 0     | Джибуті      | Відбір до ЧС 2022                       | -    | 46'      |
| 12-11-2021 | Марракеш      | Буркіна-Фасо | 1 – 1     | Нігер        | Відбір до ЧС 2022                       | -    | 63'      |
| 24-3-2022  | Приштина      | Косово       | 5 – 0     | Буркіна-Фасо | товариський матч                        | -    | 64' 68'  |
| Усього     |               | Матчів       | 19        |              | Голів                                   | 2    |          |

## Титули і досягнення
- Чемпіон Франції (1):

«Монпельє»: 2011-12
- Володар Кубка Ірану (1):

«Сепаган»: 2023-24
- Володар Суперкубка Ірану (1):

«Сепаган»: 2024